# Tuvalu nos Jogos Olímpicos de Verão de 2020
Tuvalu competiu nos Jogos Olímpicos de Verão de 2020 em Tóquio. Originalmente programados para ocorrerem de 24 de julho a 9 de agosto de 2020, os Jogos foram adiados para 23 de julho a 8 de agosto de 2021, por causa da pandemia COVID-19. Foi a quarta participação consecutiva da nação nas Olimpíadas.

## Competidores
Abaixo está a lista do número de competidores nos Jogos.
| Esporte   | Masculino | Feminino | Total |
| --------- | --------- | -------- | ----- |
| Atletismo | 1         | 1        | 2     |
| Total     | 1         | 1        | 2     |

## Atletismo
Tuvalu recebeu uma vaga de Universalidade da IAAF para enviar um atleta às Olimpíadas.
Tuvalu foi representado nos eventos de atletismo por Karalo Maibuca nos 100 m masculino e por Matie Stanley nos 100 m feminino.
- Nota– As posições para os eventos de pista são em relação à bateria do atleta
- Q = Qualificado para a próxima fase
- q = Qualificado para a próxima fase como o perdedor mais rápido ou, em eventos de campo, pela posição sem atingir o alvo para qualificação
- NR = Recorde nacional
- N/A = Fase não aplicável para o evento
- Bye = Atleta não precisou disputar aquela fase

Eventos de pista e estrada
| Atleta                     | Evento          | Eliminatória | Eliminatória | Quartas-de-final | Quartas-de-final | Semifinal   | Semifinal   | Final       | Final       |
| Atleta                     | Evento          | Resultado    | Posição      | Resultado        | Posição          | Resultado   | Posição     | Resultado   | Posição     |
| -------------------------- | --------------- | ------------ | ------------ | ---------------- | ---------------- | ----------- | ----------- | ----------- | ----------- |
| Karalo Hepoiteloto Maibuca | 100 m masculino | 11.42        | 9ª           | Não avançou      | Não avançou      | Não avançou | Não avançou | Não avançou | Não avançou |
| Matie Stanley              | 100 m feminino  | 14.52        | 8ª           | Não avançou      | Não avançou      | Não avançou | Não avançou | Não avançou | Não avançou |